# Хакерські атаки КДБ
Хакерські атаки КДБ (нім. KGB-Hack) — неформальна назва хакерських атак вчинених в 1985—1989 роки групою хакерів з Гановера на замовлення КДБ. Лідерами групи були Карл Кох (нім. Karl Koch) та Маркус Гес (нім. Markus Hess).
Група молодих ентузіастів комп'ютерних технологій потребувала грошей. Після певних вагань вони звернулись до торговельного представництва СРСР в східному Берліні де з ними встановив контакт представник резидентури КДБ на ім'я Сергій.
В результаті група хакерів погодилась за гроші викрадати вказані представником КДБ дані з комп'ютерних систем західних установ.